# Jan Aleksander Fredro
Jan Aleksander Fredro herbu Bończa, pseud. Jan z Pleszowic (ur. 2 września 1829 lub 1826, zm. 15 maja 1891 w Siemianicach w  południowej Wielkopolsce) – polski komediopisarz, pamiętnikarz, powstaniec w Wiośnie Ludów, zastępca prezesa Towarzystwa Gimnastycznego „Sokół” we Lwowie w 1867 roku; hrabia.

## Życiorys
Urodził się we Lwowie w rodzinie szlacheckiej (niegdyś senatorskiej), w domu Chołoniewskiego, gdzie dziadek, Jacek hrabia Fredro, wraz z rodziną przeniósł się po pożarze dworu w Beńkowej Wiszni. Był jedynym synem Aleksandra Fredry (1793–1876), komediopisarza, pamiętnikarza i poety, i Zofii Jabłonowskiej (której pierwszym mężem był Stanisław Skarbek h. Awdaniec (1780–1848), fundator i dyrektor teatru we Lwowie, filantrop).
Nauki pobierał początkowo w domu rodzinnym, potem  uczęszczał do szkół publicznych we Lwowie i na wydział prawa Uniwersytetu we Lwowie.
Gdy miał trzy lata –  w 1832 roku – jego ojciec  przechowywał w swoim majątku dwóch powstańców z Wielkopolski, którzy w obawie przed represjami ze strony władz pruskich schronili się w Galicji. W 1846 roku, po 18 latach pobytu na wsi, Fredrowie zakupili we Lwowie dworek z ogrodem, na Chorążczyźnie, i tam zamieszkali. W rewolucyjnym roku 1848 Aleksander Fredro został członkiem lwowskiej Rady Narodowej. Jan Aleksander, pragnąc naśladować ojca – byłego żołnierza napoleońskiego – zaciągnął się w wieku 19 lat do Gwardii Narodowej we Lwowie. Jesienią 1848 roku  walczył w węgierskim powstaniu narodowym. Wyróżnił się  w kilku bitwach, za co został mianowany podporucznikiem i odznaczony węgierskim powstańczym Orderem Zasługi Wojskowej III klasy. Był adiutantem podpułkownika Władysława Tchorznickiego. Po przegranej bitwie pod Temeszwarem w 1849 roku przedostał się ze sztabem gen. Dembińskiego do Turcji, stamtąd do Francji i w 1850 roku osiadł Paryżu, gdzie przyjechali jego rodzice z siostrą – przebywali tam razem przez pięć lat.
Dopiero w 1857 roku na mocy rozporządzenia cesarskiego Jan Aleksander Fredro mógł powrócić do Galicji, ale pozostawał pod dozorem policji. Przejął gospodarstwo w Beńkowej Wiszni i 2 marca 1858 roku ożenił się z Marią Mierówną we Lwowie.
Jego synem był Andrzej Maksymilian (1859–1898) – literat i ziemianin, a córką Maria Szembekowa (1862–1937) – autorka wspomnień o dziadku i ojcu, którą w 1881 r. poślubił we Lwowie Piotr Szembek – poseł do parlamentu niemieckiego.

## Twórczość literacka
Po powrocie do Galicji J. Fredro rozpoczął twórczość dramatyczną, a jego dramaty były w latach 1865–1886 najczęściej wystawianymi sztukami. Był autorem komedii pozytywistycznych, tendencyjnych i obyczajowych, głównie z życia szlachty prowincjonalnej.
Do roku 1883 napisał 17 sztuk. W kilka lat potem napisał jeszcze jeden dramat pt. Hipnotyzm.
Do jego komedii należą, m.in.:
- Przed śniadaniem (1865).
- Drzemka Pana Prospera (1866).
- Piosenka Wujaszka (1866).
- Poznaj, nim pokochasz
- Basza i ułany – operetka
- Posażna jedynaczka
- Mentor
- Consilium facultatis (1871)
- Obce żywioły
- Śmierć i żona od Boga przeznaczona.

Po 1879 roku zaczął spisywać wspomnienia.